# Thomas de Mowbray

Armas de Thomas de Mowbray, Duque de Norfolk

Thomas de Mowbray (I duque de Norfolk, I conde de Nottingham, III conde de Norfolk, VI barón Mowbray, VII barón Segrave) KG, conde mariscal (22 de marzo de 1366 - 22 de septiembre de 1399) fue un noble inglés. A raíz de su implicación en las luchas de poder que ocasionaron la caída de Ricardo II,  fue desterrado y murió en el exilio en Venecia.

## Orígenes
Mowbray era el segundo hijo de John de Mowbray, IV barón Mowbray, y Elizabeth de Segrave, suo jure lady Segrave, hija y heredera de John de Segrave, IV barón Segrave, y Margaret, hija y heredera de Thomas de Brotherton, hijo de Eduardo I.  Tuvo un hermano mayor, John de Mowbray, I conde de Nottingham, y tres hermanas, Eleanor, Margaret y Joan.

## Carrera

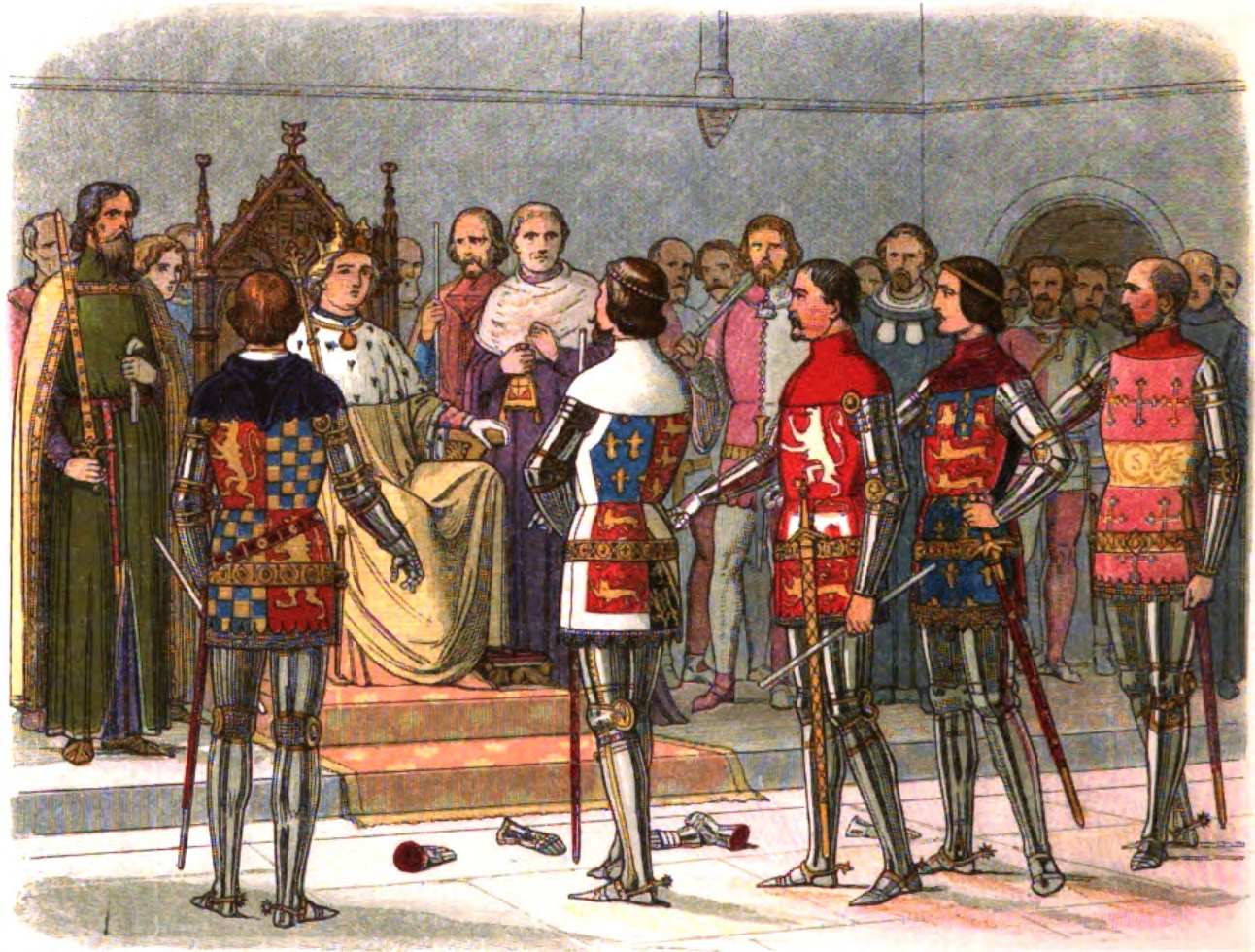
Representación de Mowbray, Arundel, Gloucester, Derby y Warwick reclamando a Ricardo II que les dejara probar por las armas la justicia de su rebelión. Mowbray es el tercero desde la izquierda.

En abril de 1372, la custodia de Thomas y de su hermano grande, John, fue concedida a Blanche Wake, hermana de su abuela, Joan de Lancaster.
El 10 de febrero de 1383, sucedió a su hermano mayor, John Mowbray, conde de Nottingham, como barón Mowbray y barón Segrave y fue nombrado conde de Nottingham el 12 de febrero de 1383. el 30 de junio de 1385 fue nombrado conde mariscal vialicio. Luchó contra los escoceses y contra los franceses. Fue nombrado guardián de la Marca Oriental hacia Escocia en 1389,  cargo que ocupó hasta su muerte.
Fue uno de los lores apelantes a Ricardo II que depuso a algunos de los favoritos de la corte del rey en 1387. Su partido derrotó al favorito real Robert de Vere, en la Batalla de Radcot Bridge, y Ricardo quedó a su merced. Debiendo en parte a la moderación impulsada por Mowbray, la sugerencia para deponerle no fue llevada a cabo, pero en el Parlamento sin piedad de 1388 los favoritos del rey fueron jugados por traición y sentenciados a muerte.
El rey recuperó su poder en 1389 y Mowbray intentó recuperar el favor real. Richard separó a Mowbray de sus colegas y le nombrño Guardian de la Marca Oriental; más tarde adquirió el rango de capitán de Calais y el Teniente real en el noreste de Francia. El rey le llevó a Irlanda en 1394 y poco después le envió a negociar la paz con Francia y su matrimonio con Isabel, hija de Carlos VI. Mowbray probablemente estuvo implicado en el asesinato de 1397, del tío del rey (y Lord Apelante), Thomas de Woodstock, que fue encarcelado en Calais, donde Nottingham era Capitán. En agradecimiento, el 29 de septiembre de 1397, el rey le creó Duque de Norfolk, concediéndole las tierras de Arundel en Surrey y Sussex.
En 1398, Norfolk se enfrentó a Enrique de Bolingbroke, duque de Hereford y posteriormente Enrique IV, aparentemente debido a mutuas sospechas sobre la conspiración contra el Duque de Gloucester. Antes de que un duelo entre ellos tuviera lugar, Ricardo II les desterró. Mowbray abandonó Inglaterra el 19 de octubre de 1398, y fue privado de sus cargos, pero no de sus títulos. Durante su exilió, sucedió como Conde de Norfolk a su abuela materna, Margaret de Brotherton, fallecida el 24 de marzo de 1399.
Murió de peste en Venecia el 22 de septiembre de 1399. Bolingbroke regresó a Inglaterra en 1399 y usurpó la corona el 30 de septiembre de 1399; poco después, el 6 de octubre de 1399, la creación de Mowbray como Duque de Norfolk fue anulada por el Parlamento, a pesar de que el heredero de Mowbray  retuvo sus otros títulos.

## Matrimonios y descendencia
Se casó en primer lugar, después del 20 de febrero de 1383, con Elizabeth le Strange (c. 6 de diciembre de 1373– 23 de agosto de 1383), suo jure lady Strange de Blackmere, hija y heredera de John le Strange, 5.º barón Strange de Blackmere e Isabel de Beauchamp, hija de Thomas de Beauchamp, XI conde de Warwick, sin descendencia.
En segundas nupcias con Elizabeth FitzAlan (c. 1372– 8 de julio de 1425), viuda de William Montagu, e hija de Richard FitzAlan, XI conde de Arundel y Elizabeth de Bohun, hija de William de Bohun, conde de Northampton, con quien tuvo dos hijos y tres hijas:
- Thomas de Mowbray, IV conde de Norfolk.[7]
- John de Mowbray, II duque de Norfolk.[7]
- Elizabeth de Mowbray, casada con Michael de la Pole, III conde de Suffolk.[7]
- Margaret de Mowbray, esposa de Robert Howard, y madre de John Howard, I duque de Norfolk, y luego con John Grey de Ruthin, Derbyshire.[7]
- Isabel de Mowbray; casada con Henry Ferrers, y posteriormente con James Berkeley, barón Berkeley.[7]